# Trafikflyg

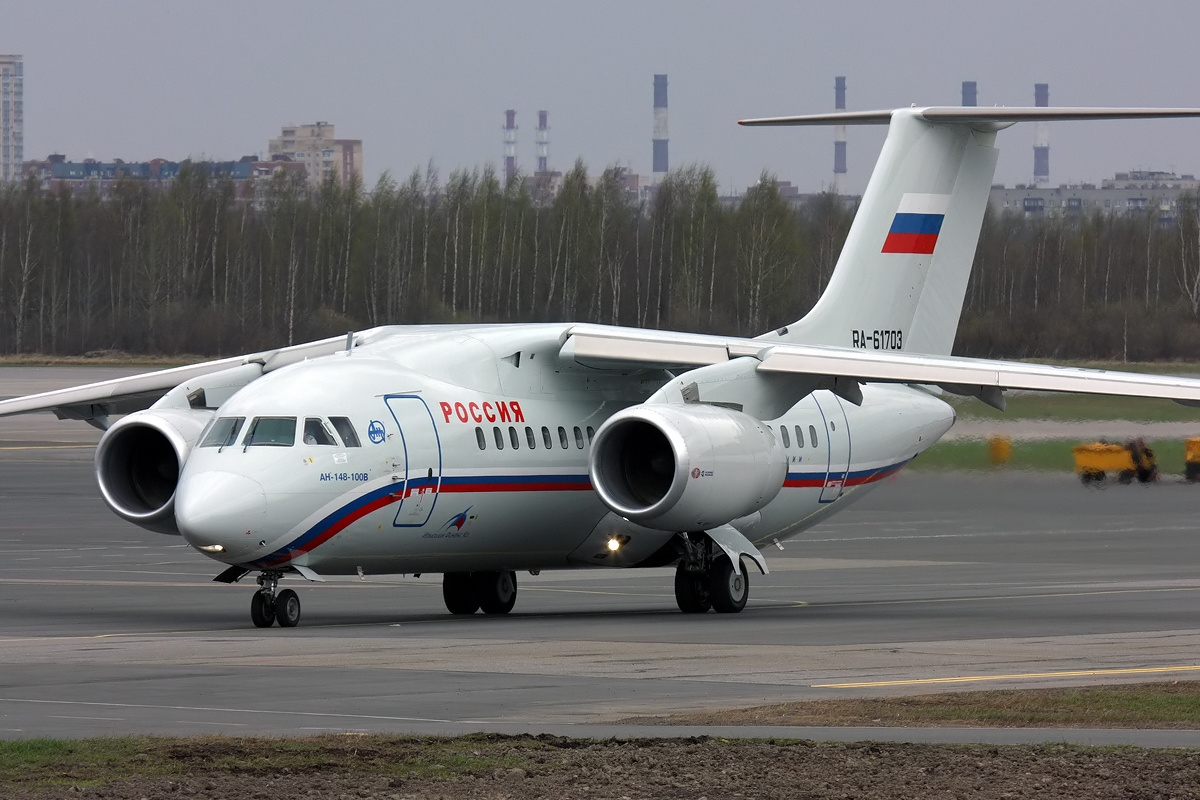
Antonov An-148 (passagerarflygplan)

Trafikflyg är kommersiell luftfart enligt tidtabell, för transport av betalande passagerare och gods.
Trafikflyg brukar utföras av flygbolag, och delas in i reguljärflyg och charterflyg. Reguljärflyg är ofta indelat i olika komfortklasser - ofta affärsklass och ekonomiklass.

## Historik
Redan 1911 gjordes de första försöken att transportera post per flygplan, men på grund av flygplanens tekniska ofullkomlighet måste försöken uppges. Den första reguljära postförbindelsen bedrevs i januari (1914/15?) mellan Tampa och Saint Petersburg i Florida. Militär luftposttrafik upprätthölls senare under första världskriget på olika sträckor, bland annat mellan Folkestone i Storbritannien och huvudpostkontoret vid franska fronten. 15 maj 1918 öppnades luftposttrafik mellan Washington och New York.
5 februari 1919 avgick det första passagerflyget på sträckan Berlin-Weimar, vilket kan räknas som passagerarflygets födelse. Nya flygrutter tillkom därefter i snabb följd, bland annat mellan London och Paris, London och Amsterdam samt mellan Berlin och Hannover.

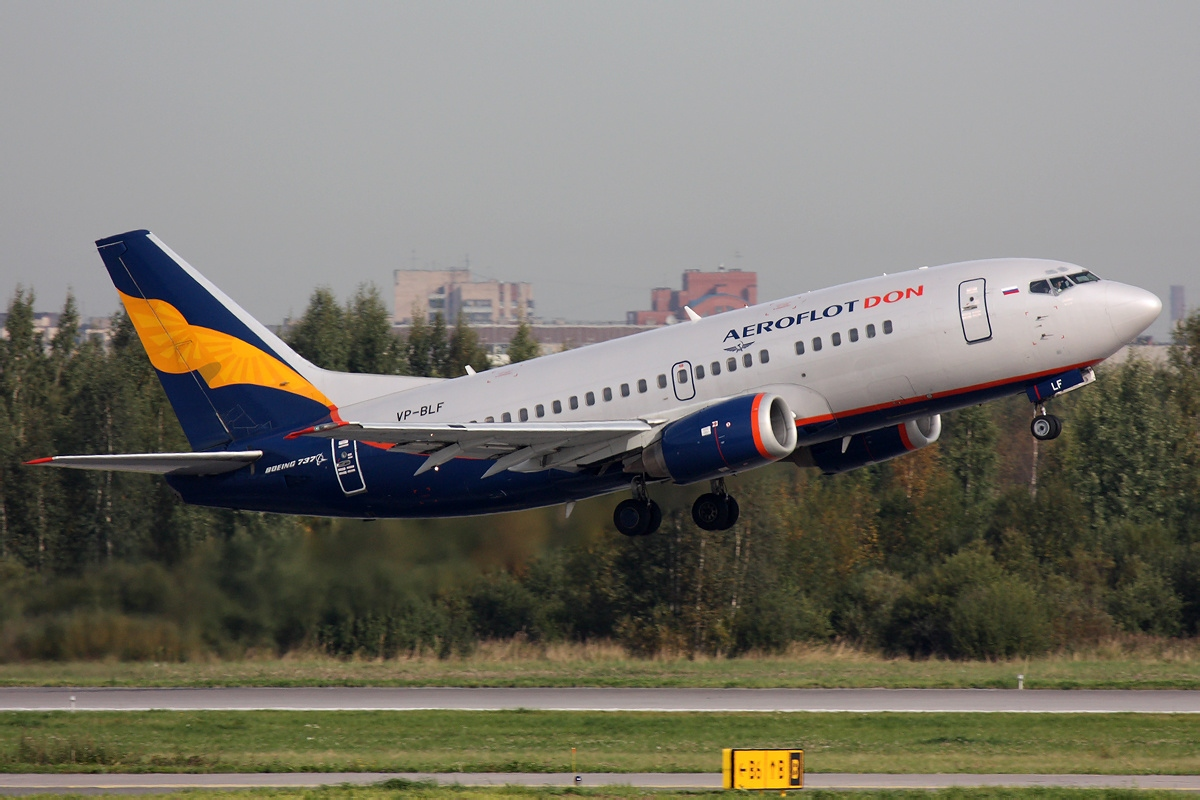
Boeing 737 (passagerarflygplan)

I Sverige upprättades försöksvis 1920 trafik av Svenska lufttrafikbolaget mellan Malmö och Warnemünde och 1921 mellan Stockholm och Reval. Vid anläggandet av Porjus kraftverk upprätthölls trafik av Vattenfallsstyrelsen mellan Porjus och Suorva 1921-23. 2 juni 1924 öppnades av AB Aerotransport den första egentliga reguljära flyglinjen mellan Sverige och utlandet på sträckan Stockholm-Helsingfors. I juli samma år tillkom Malmö-Köpenhamn-Hamburg-linjen. 1925, då Aerotransport erhöll statssubventioner, kunde linjen senare utsträckas till Amsterdam, där möjlighet gavs att med flyg ansluta till London och Paris. Under juli-augusti 1933 upprätthöll Aerotransport sin första inhemska reguljära flygförbindelse mellan Stockholm och Visby.
Berlin-Tempelhofs flygplats är ett tidigt exempel på flygplatsarkitektur som blivit stilbildande.

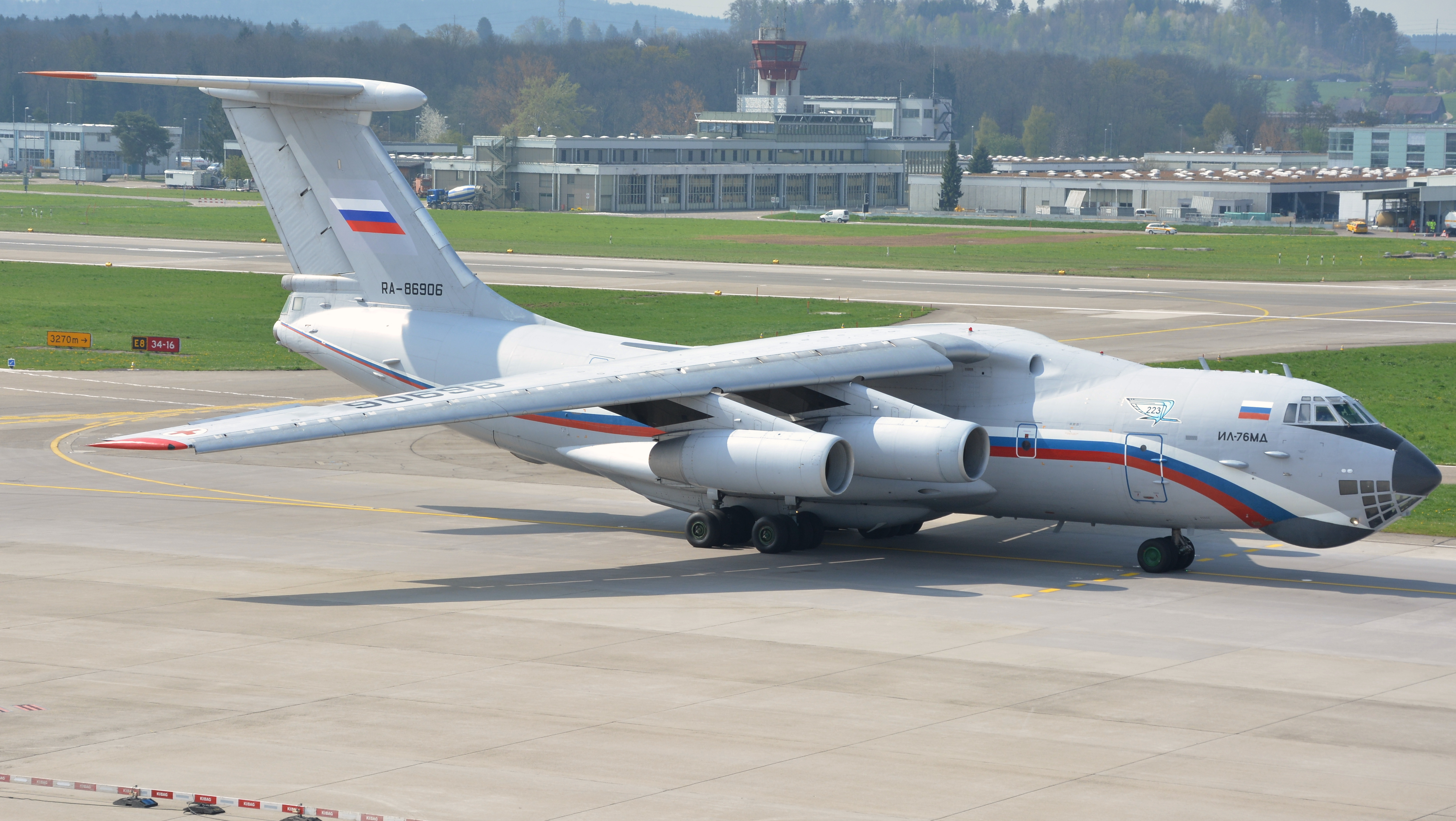
Ilyushin Il-76 (transportflygplan)
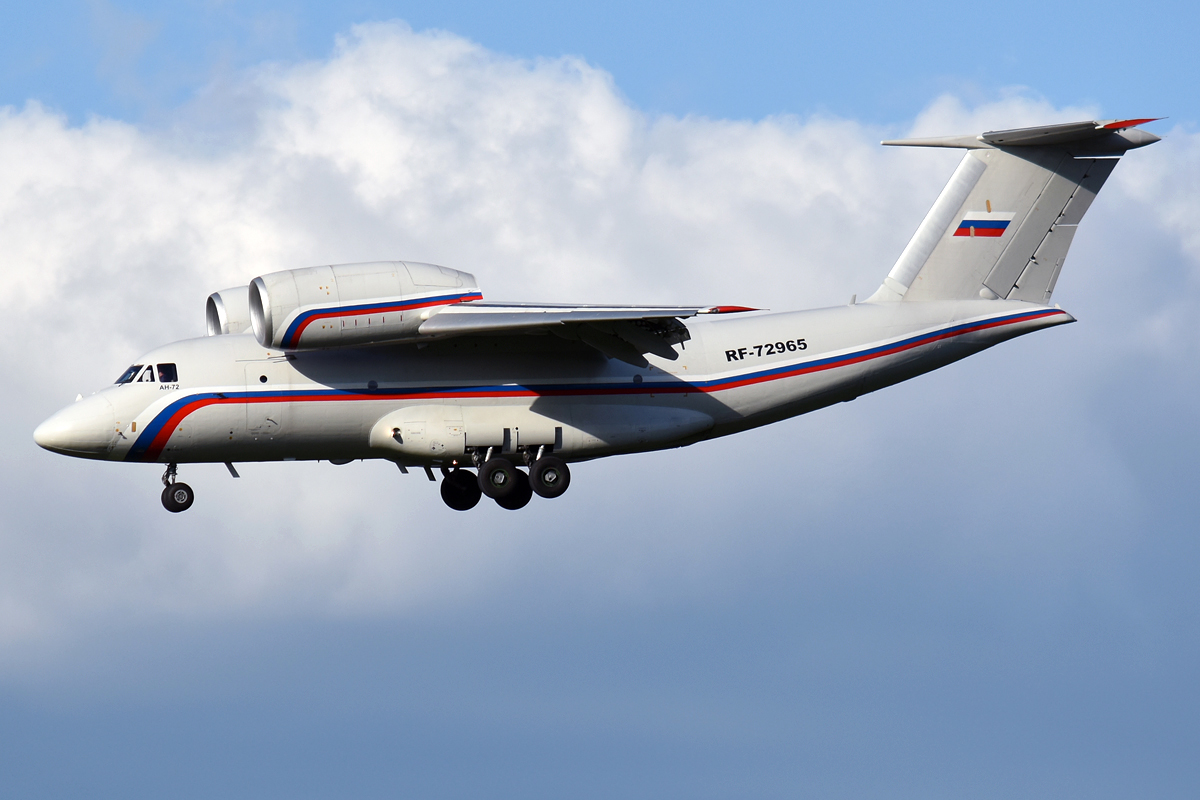
Antonov An-72 (transportflygplan)